# Podlože
Podlože – wieś w Słowenii, w gminie Majšperk. W 2018 roku liczyła 264 mieszkańców.